# Valter Longo

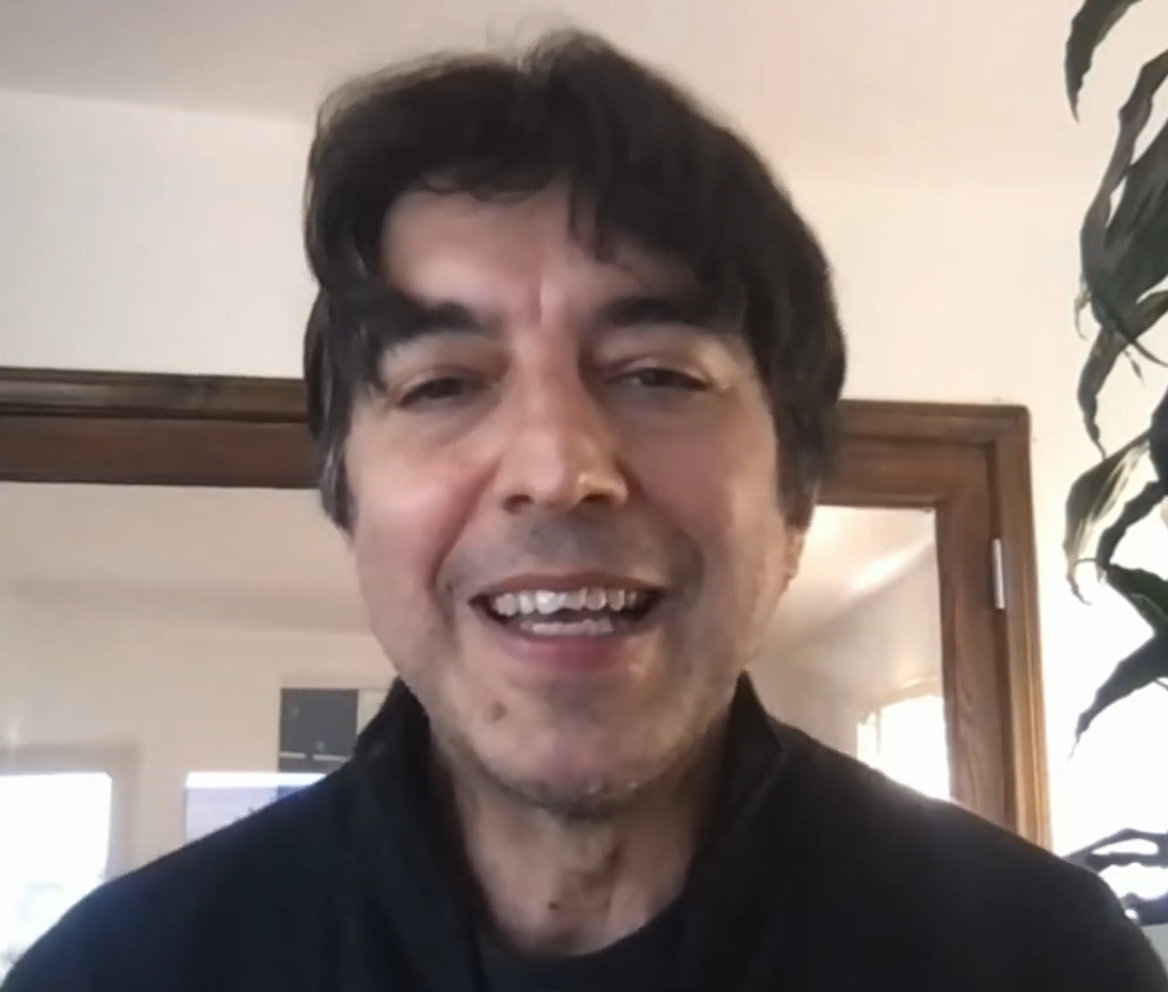
Valter Longo, 2022

Valter Longo (* 9. Oktober 1967 in Genua, Italien) ist ein italo-amerikanischer Gerontologe.

## Biografie
Longo ist in Ligurien und Kalabrien aufgewachsen und wanderte mit 16 Jahren in die USA aus, um Rockgitarrist zu werden. Er studierte an der University of North Texas zunächst Biochemie. 1992 stieß er zum Laboratorium des Pioniers der Kalorienrestriktion Roy Walford an der UCLA, wo er zum Altern des Immunsystems und zu Kalorienrestriktion forschte. Mit einer Arbeit über antioxidantische Enzyme und Anti-Aging Gene wurde er 1997 an der UCLA zum PhD promoviert.

## Forschung und Lehre
Longo ist Professor für Gerontologie und Biowissenschaften und Direktor des Institute of Longevity of the School of Gerontology an der University of Southern California in Los Angeles (UCLA). Außerdem Direktor des Forschungslabors für Onkologie am Institut für Molekulare Onkologie (IFOM) der italienischen Krebsforschungsstiftung. Er forscht speziell auf dem Gebiet der Kalorienrestriktion und des Fastens. Valter Longo hat die Fasting-mimicking diet (FMD) entwickelt, auch Scheinfasten-Diät genannt, bei der trotz Aufnahme einiger fester Nahrung ein fastenähnlicher Zustand erreicht werden soll. In dem Buch „Iss dich jung“ beschreibt er die FMD und die „Longevità-Diät“.